# Muhammad Ferarri
Muhammad Ferarri, né le 21 juin 2003 à Jakarta, est un footballeur international indonésien. Il joue au poste de défenseur central à Persija Jakarta.

## Biographie

### En club
Il fait ses débuts avec le Persija Jakarta le 24 septembre 2021 contre le Persela Lamongan. 

### En sélection
Le 30 mai 2022, il fait ses débuts avec les moins de 20 ans contre le Venezuela dans le Tournoi Maurice-Revello. Il participe également au championnat d'Asie des moins de 20 ans. 
Le 27 septembre 2022, il fait ses débuts avec l'Indonésie dans une rencontre amicale contre Curaçao.